# Громади Швейцарії
Громада (нім. Gemeinde, Einwohnergemeinde або politische Gemeinde; фр. commune; італ. comune; ромш. vischnanca) — одиниця найнижчого рівня в адміністративно-територіальному поділі Швейцарії. Кожна громада є частиною одного зі швейцарських кантонів, які утворюють Швейцарську Конфедерацію. У більшості кантонів громад також є частинами округів або інших субкантональних адміністративних одиниць.
Станом на січень 2023 року існує 2136 громад. Чисельність їхнього населення коливається від кількох сотень тисяч (Цюрих) до кількох десятків людей (Каммерсрор, Бістер), а їхня територія становить від 0,32 км² (Ріва) до 439 км² (Шкуоль).

## Історія
Витоки сучасної системи громад сягають часів Гельветійської Республіки. За Старої Швейцарської конфедерації кожне місто чи село надавало громадянство лише своїм жителям. Вони користувалися доступом до спільної власності, а в деяких випадках — додатковим захистом за законом. Крім того, міські міста та сільські села мали різні права та закони. Створення єдиного швейцарського громадянства, яке однаково поширювалося на жителів старих міст і їхніх орендарів і слуг, призвело до конфлікту. Заможніші селяни та городяни мали права на ліси, общинну землю та інше громадське майно, яким вони не хотіли ділитися з «новими громадянами», які загалом були бідними. Компромісне рішення, вписане в муніципальні закони Гельветської Республіки, діє й сьогодні. Було створено дві політично окремі, але часто географічно схожі організації. Перший — так званий муніципалітет, був політичною громадою, сформованою шляхом виборів, і її виборчий орган складався з усіх громадян-резидентів. Однак земля та власність громади залишилися у колишніх місцевих громадян, які були зібрані разом у Bürgergemeinde /буржуазію. В епоху посередництва (1803—1814), і особливо в епоху Реставрації (1814—1830), багато досягнень щодо єдиного громадянства були втрачені. Було скасовано багато політичних муніципалітетів і встановлено обмеження на здійснення політичних прав для всіх, крім членів Bürgergemeinde. В епоху Регенерації (1830—1848) ліберальні революції простих людей допомогли знову відновити деякі права в кількох кантонах. В інших кантонах Bürgergemeinden змогли зберегти владу як політичні громади. У місті Цюрих політичний муніципалітет відновився лише після Муніципального акту 1866 року.

## Структура та обов'язки
Кожен кантон визначає повноваження та відповідальність своїх муніципалітетів. Це може включати надання послуг місцевого самоврядування, таких як освіта, медичні та соціальні послуги, громадський транспорт і збір податків. Ступінь централізації варіюється від одного кантону до іншого. Федеральна конституція захищає автономію громад у рамках, встановлених кантональним законодавством.
Зазвичай громади керуються виконавчою радою на чолі з президентом або мером. Законодавча влада здійснюється міськими зборами всіх громадян або радою громади, залежно від розміру громади та кантонального та муніципального законодавства. У деяких кантонах іноземцям, які прожили певний час у Швейцарії, також дозволено брати участь у муніципальній політиці. Як і на кантональному та федеральному рівнях, громадяни користуються політичними правами, зокрема прямими демократичними, у своїй громаді.

## Кількість
У Швейцарії відносно велика кількість невеликих громад із населенням 1000 осіб або менше, особливо в сільській місцевості. Через зростаючі труднощі з наданням професійних державних послуг і пошуком волонтерів для політичних посад у малих громадах кантони зазвичай заохочують добровільне об'єднання громад. Це призвело до того, що з кінця 2010 року до початку 2019 року кількість громад скоротилася на 384.
Громади нумеруються Федеральним бюро статистики Швейцарії (див. Ідентифікаційний номер громади). Один або кілька поштових індексів (PLZ/NPA) можна призначити громаді або надати іншим громадам.
| Населення     | Кількість громад у 2004 році (%) |
| >20 000       | 30 (1,1 %)                       |
| 10 000–19 999 | 89 (3,2 %)                       |
| 5000–9999     | 180 (6,6 %)                      |
| 1000–4999     | 1025 (37,4 %)                    |
| 500–999       | 555 (20,3 %)                     |
| <500          | 861 (31,4 %)                     |
| Загалом       | 2740 (100 %)                     |